# Шмид, Моника
Моника Шмид (нем. Monika S. Schmid, род. 1967) — немецкий лингвист, специализируется на языковой регрессии. Она профессор и заведующая кафедрой языка и лингвистики Йоркского университета.

## Биография
Моника Шмид начала учиться в Дюссельдорфском университете имени Генриха Гейне (HHU) в 1990 году, где она была президентом студенческого парламента. Беря интервью у переживших Холокост в Германии, она узнала о важности передачи родного языка от родителя к ребёнку. В 2000 году она получила степень доктора философии по английской лингвистике в HHU, защитив диссертацию на основе этих интервью, и начала работать преподавателем английского языка в свободном университете Амстердама. С 1996 по 2001 год работала преподавателем в HHU. В 2007 году она перешла на факультет английского языка Гронингенского университета, где работала старшим преподавателем английского языка до своего повышения до профессора в 2010 году. В Университете Эссекса она стала профессором лингвистики в 2013 году и заведующей кафедрой в 2018 году, обе должности она занимала до 2021 года. Позже она перешла в Йоркский университет, где стала профессором, а в январе 2022 года стала заведующей кафедрой языка и лингвистики.
В сфере лингвистики Шмид специализируется на проблеме языкового истощения. В 2002 году она опубликовала книгу «Истощение, использование и поддержание первого языка», основанную на её диссертации; в книге она заметила, что основной причиной отказа от немецкого языка среди немецких евреев, переживших Холокост, была травма, причинённая Холокостом. Она также сотрудничала с BBC News, Berliner Zeitung, The Conversation, The Guardian, Svenska Dagbladet и de Volkskrant либо как автор, либо как цитируемый эксперт.
Шмид была избрана членом Академии социальных наук в 2021 году. В 2022 году она была избрана членом Британской академии.